# Callicarpa toaensis
Callicarpa toaensis là một loài thực vật có hoa trong họ Hoa môi. Loài này được Borhidi & O.Muñiz mô tả khoa học đầu tiên năm 1976 publ. 1977.